# Can Basart
Can Basart és una obra del municipi de Calella (Maresme) protegida com a bé cultural d'interès local.

## Descripció
Casa formada per dos cossos, un té planta baixa, pis i golfes i l'altra planta baixa, pis i terrat. Al primer, hi trobem a la façana uns esgrafiats a partir del primer pis, a la planta baixa estan fets malbé, l'altre cos ha estat restaurat i és totalment diferent de la resta de la casa.